# Iglesia de San Esteban (Alecha)
La iglesia de San Esteban es un edificio situado en la localidad de Alecha, perteneciente al municipio español de Arraya-Maestu.

## Descripción
El edificio se encuentra en la localidad alavesa de Alecha, perteneciente al municipio español de Arraya-Maestu. Construido entre los siglos XI y XIII, está protegido bajo la categoría de «zona de presunción arqueológica». Se menciona como iglesia parroquial del lugar en el Diccionario geográfico-estadístico-histórico de España y sus posesiones de Ultramar de Pascual Madoz, donde se dice que hacia mediados del siglo XIX era «de patronato Real» y estaba «servida por un curato propio que se provee prévio concurso». Décadas después, ya en el siglo XX, Vicente Vera y López vuelve a reseñarla en el tomo de la Geografía general del País Vasco-Navarro dedicado a Álava con las siguientes palabras: «Su parroquia es de categoría rural de segunda clase, dedicada á San Esteban y perteneciente al arciprestazgo de Maestu».
Los registros sacramentales de bautismos, matrimonios y decesos generados por la parroquia de San Esteban desde el siglo XV hasta el final del XIX se conservan con los del resto de iglesias de la provincia en el Archivo Histórico Diocesano de Vitoria, donde pueden consultarse.